# Cachoeira de Goiás
Cachoeira de Goiás is een gemeente in de Braziliaanse deelstaat Goiás. De gemeente telt 1.434 inwoners (schatting 2009).